# Nikołaj Pawłow (funkcjonariusz)
Nikołaj Aleksandrowicz Pawłow (ros. Николай Александрович Павлов, ur. 1903 w Petersburgu, zm. ?) – radziecki funkcjonariusz służb specjalnych w stopniu starszego porucznika bezpieczeństwa państwowego.

## Życiorys
Do 1913 uczył się w szkole w Petersburgu, podczas I wojny światowej służył we Flocie Bałtyckiej, 1918-1919 należał do Komsomołu, a od sierpnia 1919 do RKP(b). W 1919 brał udział w wojnie domowej na Froncie Północno-Zachodnim, we wrześniu 1919 został komisarzem operacyjnym morskiego Wydziału Specjalnego Czeki w Piotrogrodzie, a w grudniu 1919 kontrolerem wojskowego punktu kontrolnego na kolei, od kwietnia 1920 do października 1921 był marynarzem oddziału łodzi podwodnych Floty Bałtyckiej. Następnie został pełnomocnikiem oddziału pogranicznego Czeki/GPU w Kronsztadzie, od kwietnia 1923 do grudnia 1924 był pełnomocnikiem wydziału Specjalnego 10 Dywizji Piechoty, później pracował m.in. w gubernialnym oddziale GPU w Czerepowcu, będąc pełnomocnikiem GPU na powiat i miasto Ustiużna i kierownikiem Wydziału Informacyjno-Agenturalnego gubernialnego oddziału GPU w Czerepowcu. Od 31 maja 1927 do maja 1928 był szefem Wydziału Informacyjno-Agenturalnego Gubernialnego Oddziału GPU w Wołogdzie, później p.o. szefa jednego z oddziałów i pomocnikiem szefa Wydziału Informacyjno-Agenturalnego Pełnomocnego Przedstawicielstwa (PP) OGPU na Leningradzkiego Okręgu Wojskowego. Od 28 kwietnia 1931 do 1 stycznia 1932 był szefem Wołchowskiego Sektora Operacyjnego GPU, a od 1 stycznia 1932 do 27 maja 1933 szefem Komi Obwodowego Oddziału GPU, następnie został przeniesiony do Kazachstanu jako zastępca szefa Wydziału Tajno-Politycznego PP OGPU na Kazachstan (do 10 lipca 1934). Od 13 lipca 1934 do 8 sierpnia 1936 był zastępcą szefa Wydziału Tajno-Politycznego Zarządu Bezpieczeństwa Państwowego (UGB) Zarządu NKWD Kazachskiej ASRR, 4 kwietnia 1936 otrzymał stopień starszego porucznika bezpieczeństwa państwowego. Od 8 sierpnia 1936 do października 1937 był szefem Zarządu NKWD obwodu kustanajskiego, potem do 1939 szefem Wydziału 2 UGB NKWD Kazachskiej SRR.
4 maja 1939 został aresztowany, a 30 października 1939 skazany przez Wojskowy Trybunał Wojsk NKWD Okręgu Kazachstańskiego na 15 lat pozbawienia wolności. Nie został zrehabilitowany.

## Odznaczenia
- Medal jubileuszowy „XX lat Robotniczo-Chłopskiej Armii Czerwonej” (22 lutego 1938)
- Odznaka 15-lecia Kazachstanu (1936)
- Odznaka "Honorowy Funkcjonariusz Czeki/GPU (XV)" (26 maja 1933)